# Essendon (Victoria)
Essendon ist ein Stadtteil der australischen Stadt Melbourne. Er zählt zum Verwaltungsgebiet Moonee Valley City.
Die Gegend um Essendon war ursprünglich von Aborigines vom Stamm der Kulin bewohnt. 1856 wurde ein Postamt eröffnet. 1871 wurde eine Eisenbahnverbindung nach Melbourne eingerichtet. 
Der bekannte Dokumentarfilmer Stephen Robert Irwin (1962–2006) stammt aus Essendon.

## Persönlichkeiten
- Tassy Johnson (1916–1981), Radrennfahrer
- Joan Kirner (1938–2015), Politikerin (Australian Labor Party); Premierministerin von Victoria
- Judith Durham (1943–2022), Sängerin, Musikerin, Singer-Songwriter und Komponistin
- Steve Irwin (1962–2006), Dokumentarfilmer, Abenteurer und Zoodirektor